# 1993 en science
| Années de la science : 1990 - 1991 - 1992 - 1993 - 1994 - 1995 - 1996    |
| Décennies de la science : 1960 - 1970 - 1980 - 1990 - 2000 - 2010 - 2020 |

Cet article présente les faits marquants de l'année 1993 en science.

## Évènements
- Janvier : début de la commercialisation du taxol (paclitaxel), médicament anticancéreux[1].

- 1er février : les cosmonautes russes Anatoly Solovyev et Sergueï Avdeïev rentrent sur Terre après un vol de 189 jours dans la station Mir[2].
- 17 juin : Sumio Iijima de la NEC Corporation à Tsukuba au Japon et Donald S. Bethune d'IBM en Californie réussissent indépendamment à synthétiser des nanotubes de carbone monofeuillets[3],[4].

- 8 décembre : le système GPS devient partiellement opérationnel. Il le sera complètement en 1995[5].

## Prix
- Prix Nobel

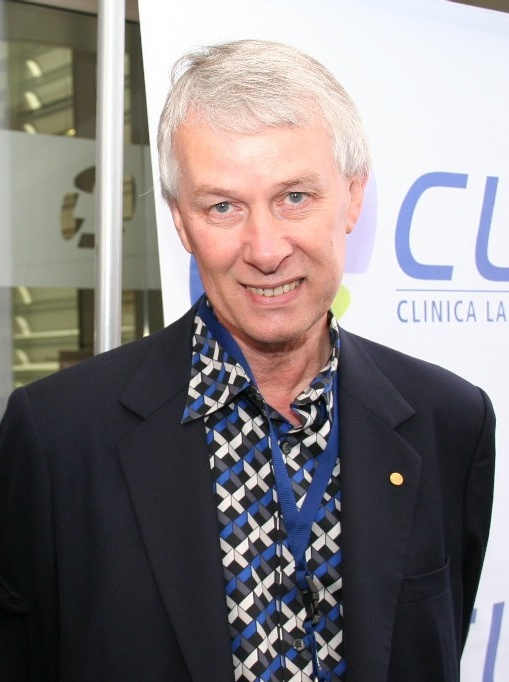
Richard Roberts

  - Prix Nobel de physiologie ou médecine : Richard Roberts et Phillip Sharp
  - Prix Nobel de physique : Russell Alan Hulse et Joseph Hooton Taylor
  - Prix Nobel de chimie : Kary Mullis et Michael Smith

- Prix Lasker
  - Prix Albert-Lasker pour la recherche médicale fondamentale : Günter Blobel
  - Prix Albert-Lasker pour la recherche médicale clinique : Donald Metcalf

- Médailles de la Royal Society
  - Médaille Copley : James Dewey Watson
  - Médaille Davy : Jack Baldwin
  - Médaille Gabor : Charles Weissmann
  - Médaille Hughes : George Isaak
  - Médaille Leverhulme : John Shipley Rowlinson
  - Médaille royale : Rodney Hill, Horace Barlow, Volker Heine

- Médailles de la Geological Society of London
  - Médaille Lyell : Michael Robert Leeder
  - Médaille Murchison : Anthony Brian Watts (en)
  - Médaille Wollaston : Samuel Epstein

- Prix Armand-Frappier : Lionel Boulet
- Prix Jules-Janssen (astronomie) : Audouin Dollfus
- Prix Turing en informatique : Juris Hartmanis et Richard Stearns
- Médaille Bruce (astronomie) : Martin Rees
- Médaille Linnéenne : Barbara Pickersgill et Lincoln Pierson Brower (en)
- Médaille d'or du CNRS : Pierre Bourdieu

## Décès

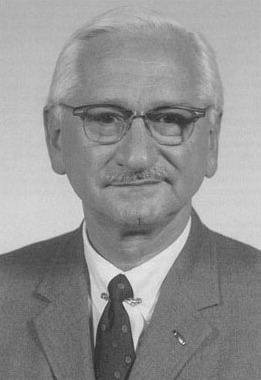
Albert Sabin

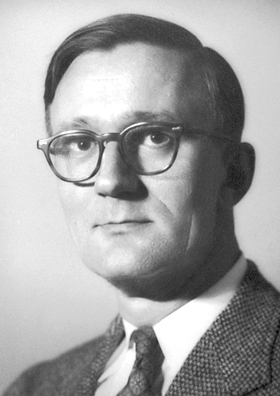
Polykarp Kusch

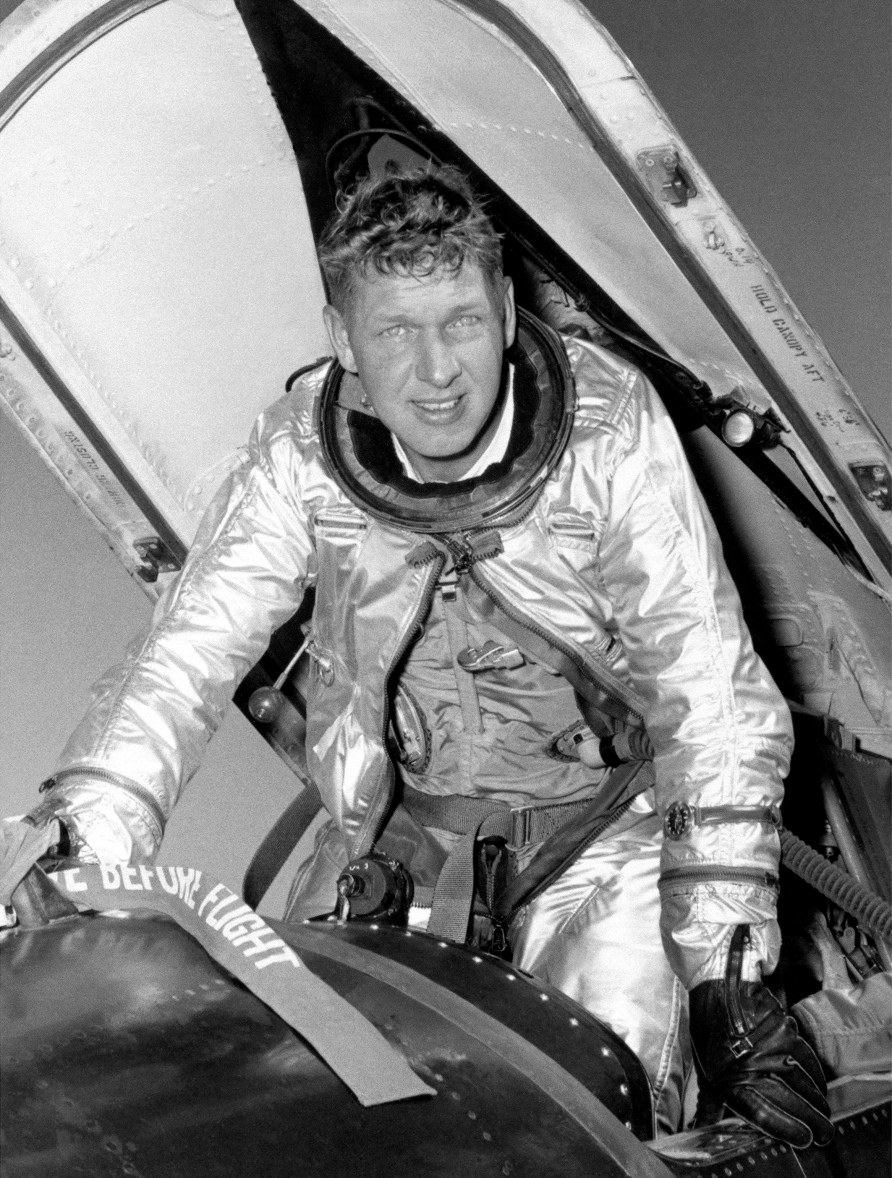
Robert A. Rushworth

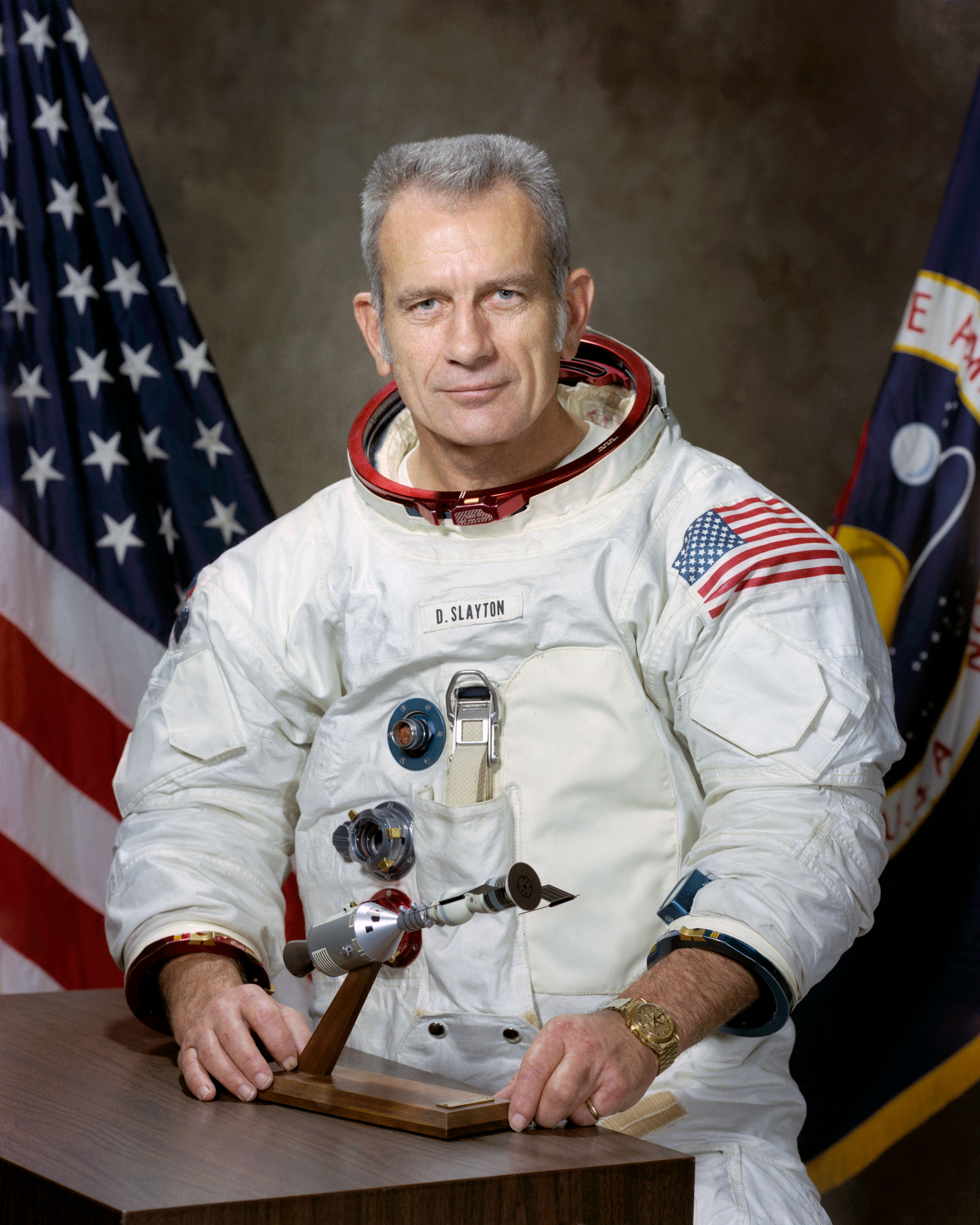
Donald Kent Slayton

- 5 janvier : Nicholas Mayall (né en 1906), astronome américain.
- 7 janvier : Paul Brönnimann (né en 1913), paléontologue et géologue suisse.
- 9 janvier : Janet Vaughan (née le 18 octobre 1899), physiologiste britannique.
- 28 janvier : Helen Sawyer Hogg (né en 1905), astronome américano-canadienne.
- 30 janvier : Otto Roelen (né en 1897), chimiste allemand.

- 10 février : Bengt Edlén (né en 1906), astrophysicien suédois.
- 11 février : Robert Holley (né en 1922), chimiste organicien et biochimiste américain, prix Nobel de physiologie ou médecine en 1968.

- 3 mars : Albert Sabin (né en 1906), médecin et chercheur américain.
- 4 mars : Izaak Kolthoff (né en 1894), chimiste néerlandais.
- 17 mars : Robert A. Rushworth (né en 1924), pilote américain de X-15.
- 20 mars : Polykarp Kusch (né en 1911), physicien germano-américain, prix Nobel de physique en 1955.
- 23 mars : Denis Parsons Burkitt (né en 1911), chirurgien britannique.
- 15 avril : John Tuzo Wilson (né en 1908), géophysicien et géologue canadien.
- 17 avril : Georges Fouet (né en 1922), archéologue français.

- 24 mai : Hermann Vetters (né en 1915), archéologue classique autrichien.
- 30 mai : Melvin Spencer Newman (né en 1908), chimiste américain.

- 3 juin : Richard Anthony Parker (né en 1905), égyptologue américain.
- 12 juin : Wilhelm Gliese (né en 1915), astronome allemand.
- 13 juin : Donald Kent Slayton (né en 1924), astronaute américain.
- 23 juin : Zdeněk Kopal (né en 1914), astronome et mathématicien tchèque et américain.
- 24 juin : Jerzy Giedymin (né en 1925), historien des mathématiques et des sciences polonais.
- 6 juillet : John Gatenby Bolton (né en 1922), astronome australien d'origine britannique.Sergueï Vozovikov (en) (né en 1958), aspirant cosmonaute soviétique.
- 14 juillet : Lucien Bernot (né en 1919), ethnologue français.
- 15 juillet : Clarence Zener (né en 1905), physicien américain.
- 17 juillet : Štefan Znám (né en 1936), mathématicien slovaque.
- 23 juillet : Florence Nightingale David (née en 1909), statisticienne britannique.

- 6 août : Milton Orville Thompson (né en 1926), pilote-ingénieur américain.
- 16 août : Ethelwynn Trewavas (née en 1900), ichthyologiste britannique.
- 27 août : Hans Wolfgang Helck (né en 1914), égyptologue allemand.

- 5 septembre : Charles Sadron (né en 1902), physicien français.
- 11 septembre : Charles Maystre (né en 1907), égyptologue suisse.
- 17 septembre : Louis Vanden Berghe (né en 1923), archéologue et historien belge.
- 22 septembre : Gladys Swain (née en 1945), psychiatre française.

- 5 octobre : Karl G. Henize (né en 1926), astronaute américain.
- 19 novembre :
  - Norman Tindale (né en 1900), anthropologue, archéologue et entomologiste australien.
  - Godfrey Lienhardt (né en 1921), anthropologue britannique.
- 21 novembre : Bruno Rossi (né en 1905), physicien expérimentateur italo-américain.
- 24 novembre : Bernhard Wilhelm von Bothmer (né en 1912), égyptologue américain d'origine allemande.
- 28 novembre : Siegfried Horn (né en 1908), archéologue, érudit et adventiste allemand.

- 7 décembre : Wolfgang Paul (né en 1913), physicien allemand, prix Nobel de physique en 1989.
- 20 décembre : W. Edwards Deming (né en 1900), statisticien américain.
- 25 décembre : Pierre Auger (né en 1899), physicien français.